# Neodiprion pratti
Neodiprion pratti är en stekelart som först beskrevs av Dyar.  Neodiprion pratti ingår i släktet Neodiprion och familjen barrsteklar.

## Underarter
Arten delas in i följande underarter:
- N. p. pratti
- N. p. banksianae